# جامعة براونشفايغ التقنية
جامعة براونشفايغ التقنية (بالإنجليزية: Braunschweig University of Technology)‏ هي جامعة عامة في ألمانيا أُسِّسَت عام 1745.

## وصلات خارجية
- الموقع الإلكتروني